# گریگور ماداتیان
گریگور آوتیکی ماداتیان (ارمنی: Գրիգոր Ավետիքի Մադաթյան؛ زادهٔ ۱۵ مهٔ ۱۹۵۵) یک فناور، و سیاستمدار اهل ارمنستان است که از تاریخ ۱۹۹۹ تا تاریخ ۲۰۰۳ سمت نمایندگی دوره دوم مجلس ملی جمهوری ارمنستان را برعهده داشت.

## زندگی‌نامه
در ۱۵ مهٔ ۱۹۵۵ در ایروان به دنیا آمد و از آموزشگاه فنی تجاری ایروان فارغ‌التحصیل شد. 

## یادداشت
1. ↑  [Երեւանի առեւտրի տեխնիկում